# قصر رامة
قصر رامة قصر تاريخي يقع في منطقة القصيم وسط المملكة العربية السعودية.

## الموقع
تعتبر رامة من المواقع الإسلامية القديمة حيث تبعد عن محافظة عنيزة 60 كم جنوباً، ورامة أو رامتان معلم بارز من معالم شبه الجزيرة العربية، وقد تغنى بها الشعراء قديماً مثل جرير والفرزدق، وقد كانت قديماً محطة من محطات حجاج البصرة، وعثر بالقرب منها على آثار قديمة من مبانٍ مطمورة تحت الرمال، وكما عثر على آثارٍ منحوتة في الصخر بشكل دائري وهندسي رائع وبعيدة الغور، وقد كان الحجاج يستقون منها أثناء مرورهم.

## رامة والتاريخ
رامة من المنازل المشهورة في القصيم جاهلياً وإسلامياً ولعلها عمرت قبيل الإسلام فقد خاطب أطلالها زهير بن أبي سلمى بقوله:
ونالت شهرتها بتربتها الخصبة التي ساعدت على الزراعة؛ فقد حفظت قصة السلجم(اللفت) وزراعته فيها دورها الزراعي في المنطقة على هذا الطريق العامر بالمسافرين، روى ياقوت الحموي عن الحرمازي قوله : سألت امرأة من أهل البادية زوجها فقالت:أطعمني سلجماً؛ فقال: من أين سلجم هنا، وأنشأ قائلاً:
والجدير بالذكر أن رامة مخلفاتها الأثرية قليلة ماعدا بعض الآبار العميقة لأنها عبارة عن أراضي زراعية تشتهر بالمياه الجوفية.

## قصر رامة
يقع هذا القصر على أرض صخرية تهدمت أكثر اجزائها العلوية، ويتخذ القصر شكل المستطيل، ويبلغ طوله 39م وعرضه 30م، ويحيط به اثنا عشر برجاً تبلغ سماكتها متراً تقريباً أربعة منها رئيسية في الأركان الأربعة للقصر، أما الثمانية فهي موزعة برجان لكل ضلع يقومان في منتصفه، وتتخذ الأبراج الشكل النصف الأسطواني فيما يبلغ قطر الأبراج الركنية 2,50 وتقع البوابة الرئيسية في الضلع الغربي وقد اختفت معالمها لتساقط الأسوار وتراكم الحجارة في منتصف الضلع بين الأبراج المنتصفة، وتشتمل الوحدة الجنوبية من القصر على ست غرف وممر واحد، وتبلغ مساحتها أربعة أمتار عرضاً وستة طولاً، ويفصل بين الوحدة الجنوبية والشرقية ممر عرضه ثلاثة أمتار، وأما الوحدة الشرقية فتتكون من سبع غرف يفصلها بينها وبين الوحدتين الشمالية والجنوبية ممر، وقد تهدمت معظم أجزاء هذه الوحدة.

## بناء القصر
- بني القصر من الحجارة المتوسطة الحجم المرصوصة بشكل غير منتظم
- أُستخدمت المونة الجصية في بنائه بشكل محدود
- الصف العشوائي في طريقة ترتيب الحجارة حيث مصدرها الأكمة والهضاب الصخرية القريبة من الموقع والمنتشرة في أرجائه.[4]

## انظر ايضاً
- قصر صاهود
- قصر أبو جفان
- قصر خراش

## وصلات خارجية
- نبذة تاريخية-المرصد الحضرى بمنطقة القصيم.